# Ruth Stella Correa
Ruth Stella Correa Palacio (Pereira, 13 de noviembre de 1959) es una abogada colombiana que se desempeñó como ministra de Justicia y del Derecho entre julio de 2012 y septiembre de 2013.
Correa es abogada graduada de la Seccional Pereira de la Universidad Libre (Colombia), especialista en Derecho Laboral y Relaciones Industriales de la Universidad Externado de Colombia, y en Docencia Universitaria de la Universidad Santo Tomás en Bogotá.
Se ha desempeñado como juez primera civil municipal de Santa Rosa de Cabal, juez primera laboral del Circuito de Pereira, secretaria y magistrada auxiliar de la Sección Tercera del Consejo de Estado, así como procuradora delegada ante la misma Sección. Fue magistrada titular del Consejo de Estado.
Fue miembro de la comisión redactora del Código de Procedimiento Administrativo y de lo Contencioso Administrativo, expresidenta de la Comisión de Justicia y Género de la Rama Judicial, integrante de los institutos Colombiano de Derecho Procesal e Iberoamericano, e integrante de la comisión redactora del Código Modelo de Procesos Administrativos para Iberoamérica.
En 1988 fue distinguida con la medalla José Ignacio de Márquez como mejor Juez del Circuito Judicial de Risaralda.
En julio de 2012 el presidente Juan Manuel Santos la designó como ministra de Justicia y del Derecho, en reemplazo de Juan Carlos Esguerra, quien renunció luego del escándalo ocasionado por la fallida Reforma a la Justicia. Correa tomó posesión el 12 de julio de 2012 y dejó el cargo hasta el 13 de septiembre de 2013, tras presentar su carta de renuncia al presidente de la República.